# Takafumi Shigeoka
Takafumi Shigeoka (født 2. januar 1945) er en japansk judoka og verdensmester.
Han blev verdensmester i 1967 i vægtklassen -63 kg, da han slog landsmanden Hirofumi Matsuda i finalen.